# Paradosso di Moravec
Il paradosso di Moravec è la scoperta da parte dei ricercatori di intelligenza artificiale e robotica che, contrariamente alle ipotesi tradizionali, il ragionamento di alto livello richiede pochissimo calcolo, ma le capacità sensomotorie di basso livello richiedono enormi risorse computazionali.
Il principio è stato articolato da Hans Moravec, Rodney Brooks, Marvin Minsky e altri negli anni ottanta. Come scrive Moravec, "è relativamente facile fare in modo che i computer mostrino prestazioni di livello adulto nei test di intelligenza o nel giocare a dama, e difficile o impossibile dare loro le competenze di bambino di un anno quando si tratta di percezione e mobilità".
Allo stesso modo, Minsky ha sottolineato che le abilità umane più difficili da decodificare sono quelle che sono inconsce. "In generale, siamo meno consapevoli di ciò che le nostre menti sanno fare meglio", ha scritto, e ha aggiunto "siamo più consapevoli dei processi semplici che non funzionano bene che di quelli complessi che funzionano perfettamente".

## La base biologica delle competenze umane
Una possibile spiegazione del paradosso, offerta da Moravec, si basa sull'evoluzione. Tutte le competenze umane sono implementate biologicamente, utilizzando meccanismi progettati dal processo di selezione naturale. Nel corso della loro evoluzione, la selezione naturale tende a preservare i miglioramenti e le ottimizzazioni delle abilità. Più vecchia è l'abilità, più tempo ha impiegato la selezione naturale per migliorarla. Il pensiero astratto si è sviluppato solo di recente e, di conseguenza, non dobbiamo aspettarci che la sua attuazione sia particolarmente efficiente.
Come scrive Moravec:
(Hans Moravec)
Un modo sintetico per esprimere questo argomento sarebbe:
- Dovremmo aspettarci che la difficoltà di reverse-engineering di qualsiasi abilità umana sia approssimativamente proporzionale alla quantità di tempo in cui l'abilità si è evoluta negli animali.
- Le abilità umane più antiche sono in gran parte inconsce e così ci sembra che non richiedano sforzo.
- Pertanto, dovremmo aspettarci che le capacità che sembrano facili da decifrare siano difficili da decodificare, mentre le competenze che richiedono uno sforzo potrebbero non essere necessariamente difficili da ingegnerizzare.

Alcuni esempi di abilità che si sono evolute per milioni di anni: riconoscere un volto, muoversi nello spazio, giudicare le motivazioni delle persone, prendere una palla, riconoscere una voce, fissare obiettivi appropriati, prestare attenzione alle cose interessanti; tutto ciò che ha a che fare con la percezione, l'attenzione, la visualizzazione, le capacità motorie, le abilità sociali e così via.
Alcuni esempi di competenze apparse più recentemente: matematica, ingegneria, giochi umani, logica e ragionamento scientifico. Queste sono difficili per noi perché non sono quello per cui i nostri corpi e cervelli si sono evoluti. Si tratta di competenze e tecniche che sono state acquisite di recente, in epoca storica, e che hanno avuto al massimo qualche migliaio di anni per essere affinate, soprattutto dall'evoluzione culturale.

## Influenza storica sull'intelligenza artificiale
Nei primi tempi della ricerca sull'intelligenza artificiale, i principali ricercatori spesso prevedevano che sarebbero stati in grado di creare macchine intelligenti in pochi decenni (vedi storia dell'intelligenza artificiale). Il loro ottimismo derivava in parte dal fatto che erano riusciti a scrivere programmi che utilizzavano la logica, risolvevano problemi di algebra e geometria e giocavano a dama e a scacchi. La logica e l'algebra sono difficili per le persone e sono considerati un segno di intelligenza. Si presumeva che, avendo (quasi) risolto i problemi " difficili", i problemi "facili" della vista e del buon senso si sarebbero presto risolti. Si sbagliavano, e una ragione è che questi problemi non sono affatto facili, ma incredibilmente difficili. Il fatto che avessero risolto problemi come la logica e l'algebra era irrilevante, perché questi problemi sono estremamente facili da risolvere per le macchine.
Rodney Brooks spiega che, secondo le prime ricerche sull'intelligenza artificiale, l'intelligenza era "meglio caratterizzata come le cose che gli scienziati maschi altamente istruiti trovavano stimolanti", come gli scacchi, l'integrazione simbolica, la dimostrazione di teoremi matematici e la soluzione di complicati problemi di algebra. "Le cose che i bambini di quattro o cinque anni potevano fare senza sforzo, come distinguere visivamente tra una tazza di caffè e una sedia, o camminare su due gambe, o trovare la loro strada dalla loro camera da letto al soggiorno non sono stati pensati come attività che richiedono intelligenza".
Questo porterà Brooks a perseguire una nuova direzione nella ricerca sull'intelligenza artificiale e sulla robotica. Decise di costruire macchine intelligenti che non avevano "Nessuna cognizione". Solo sensazioni e azioni. Questo è tutto ciò che vorrei costruire e tralasciare completamente quella che tradizionalmente era considerata l'intelligenza dell'intelligenza artificiale". Questa nuova direzione, che ha chiamato "Nouvelle AI", ha avuto una grande influenza sulla ricerca robotica e sull'IA.

## Accoglienza
Il linguista e scienziato cognitivo Steven Pinker considera questa la principale lezione scoperta dai ricercatori di IA. Nel suo libro The Language Instinct scrive:
(Steven Pinker)

### Libri
- (EN) Rodney Allen Brooks, Flesh and machines: how robots will change us, 1ª ed., New York, Pantheon Books, 2002, ISBN 0375420797, OCLC 47295788.
- (EN) Marvin Minsky, The society of mind, New York, Simon & Schuster, 1986, ISBN 0671607405, OCLC 14097999.
- (EN) Hans P. Moravec, Mind children: the future of robot and human intelligence, Cambridge, Harvard University Press, 1988, ISBN 0674576160, OCLC 18291357.
- (EN) Pamela McCorduck, Machines who think: a personal inquiry into the history and prospects of artificial intelligence, 2ª ed., Natick, A.K. Peters, 2004,  p. 456, ISBN 1-56881-205-1, OCLC 52197627.
- (EN) Nils John Nilsson, Artificial Intelligence: A New Synthesis, San Francisco, Morgan Kaufmann Publishers, 1998,  p. 7, ISBN 978-1-55860-467-4, OCLC 37975815.
- (EN) Steven Pinker, The language instinct, collana Perennial Modern Classics, New York, Harper, 4 settembre 2007  [1994], ISBN 0-06-133646-7, OCLC 984383717.

### Articoli
- (EN) Rodney Allen Brooks, Intelligence without representation (PDF), in Artificial Intelligence, vol. 47, n. 1-3, Cambridge, Elsevier, 1º gennaio 1991,  pp. 139–159, DOI:10.1016/0004-3702(91)90053-M.